# Pous manicula
Pous manicula är en tvåvingeart som beskrevs av Mcalpine och Roger de Keyzer 1994. Pous manicula ingår i släktet Pous och familjen Teratomyzidae. Inga underarter finns listade i Catalogue of Life.